# Coccygodes nobilis
Coccygodes nobilis là một loài tò vò trong họ Ichneumonidae.